# Anna Salter
Anna Salter es una psicóloga y novelista estadounidense. Es especialista en delitos sexuales y autora de diversos libros relacionados. También es conocida por ser autora de novelas de misterio. Entre sus obras más reconocidas está Predators: Pedophiles, Rapists, and Other Sex Offenders: Who They Are, How They Operate, and How We Can Protect Our Children (Depredadores: pedófilos, violadores y otros delincuentes sexuales: quiénes son, cómo operan y cómo podemos proteger a nuestros niños).

## Educación y trabajos
En 1968, Salter obtuvo una licenciatura en Inglés y Filosofía de la Universidad de Carolina del Norte. Su maestría fue en Desarrollo infantil en la Universidad de Tufts en 1973, y su doctorado en Psicología Clínica y Práctica pública en la Universidad de Harvard en 1977.
Salter hace énfasis en crímenes sexuales. Ella ha tratado con las víctimas de abusos sexuales, y también ha estudiado a criminales. Ha publicado varios libros y artículos revisados por pares sobre abusos sexuales, ha dado muchos discursos de apertura a grupos profesionales, policiales, y consultas al Departamento de Correcciones de Wisconsin.
Además, Salter ha entrevistado a numerosos abusadores sexuales y otros criminales, compilando las entrevistas grabadas en vídeo junto con sus comentarios y análisis. Truth, Lies and Sex Offenders (Verdad, mentiras y abusadores sexuales) es para audiencias generales, y Sadistic Offenders: How They Think, What They Do (Delincuentes sádicos: Cómo piensan, lo que hacen) está dirigido a profesionales y agentes de la ley.
En 1997 fue premiada por la Asociación para el tratamiento de abusos sexuales.

## Publicaciones

### Obras de ficción
- Shiny Water (Agua brillante), (1997)
- Fault Lines (Falla en las líneas), (1998)
- White Lies (Mentiras piadosas), (2000)
- Prison Blues (Melancolía en prisión) (2002), (nominado para un Premio Edgar 2003 por el mejor libro de bolsillo original)[4]
- Truth Catcher (Receptor de verdades), (2006), (novela).

### Obras de referencia y consulta
- Treating Abusive Parents (Tratamiento de padres abusivos). Bienestar infantil, 64(4): 327-241, julio-agosto de 1985. (en coautoría con S. Kairys y C. Richardson).
- Working with Abused Preschoolers: A Guide for Caretakers (Trabajar con preescolares abusados: una guía para cuidadores). Bienestar infantil, 64(4): 343-356, julio-agosto de 1985. (en coautoría con C. Richardson y P. Martin).
- Treating Child Sex Offenders and Victims (Tratamiento de Delincuentes Sexuales Infantiles y Víctimas). Parque Newbury, CA: Sabia publicación, 1988.
- Response to the 'Abuse of the child sexual abuse accommodation syndrome (Respuesta al 'Abuso del síndrome de acomodación de abuso sexual infantil). Revista de abuso sexual infantil. V. 1(4), pp. 173-177, 1992.
- Transforming Trauma: A Guide to Understanding and Treating Survivors of Child Sexual Abuse (Transformando el trauma: una guía para comprender y tratar a los sobrevivientes del abuso sexual infantil). Parque Newbury, CA: Sabia publicación, 1995.
- Confessions of a whistle blower: Lessons learned (Confesiones de un denunciante: lecciones aprendidas). Ética y conducta. 8(2), 1998, pp. 115-124.
- Predators: Pedophiles, Rapists, and Other Sex Offenders: Who They Are, How They Operate, and How We Can Protect Our Children (Depredadores: pedófilos, violadores y otros delincuentes sexuales: quiénes son, cómo operan y cómo podemos proteger a nuestros niños). Nueva York: Libro básico, 2003.